# キーショーン・デービス
キーショーン・デービス（Keyshawn Davis、1999年2月28日 - ）は、アメリカ合衆国のプロボクサー。バージニア州ノーフォーク出身。元WBO世界ライト級王者。
兄のケルヴィン・デービス、弟のキーオン・デービスもプロボクサー。

## 来歴

### アマチュア
2019年、リマで行われたパンアメリカン競技大会にライトウェルター級(64kg)で出場し、決勝でキューバのアンディ・クルスに1-4のポイントで敗れ銀メダルを獲得した。同年、エカテリンブルクで行われた世界ボクシング選手権にライトウェルター級(64kg)で出場し、決勝でキューバのアンディ・クルスに0-5のポイントで敗れ銀メダルを獲得した。
2021年、東京オリンピックにライト級(63kg)で出場し、決勝でキューバのアンディ・クルスに1-4のポイントで敗れ銀メダルを獲得した。

### プロ
2021年2月27日、マイアミガーデンズのハードロック・スタジアムにてサウル・アルバレス対アブニ・イルディリムの前座でプロデビュー戦を行い、2回2分50秒TKO勝ち。白星デビューを飾った。
2021年11月、トップランクと契約した。
2022年12月10日、ニューヨークのフールー・シアターにてテオフィモ・ロペス対サンドル・マーティンの前座でファン・カルロス・ブルゴスとWBOインターコンチネンタルライト級王座決定戦を行い、8回3-0の判定勝ちを収め王座獲得に成功した。
2023年10月14日、テキサス州ローゼンバーグのフォードベンド・コミュニティ・センターでナヒール・オルブライトとWBOインターコンチネンタル・USNBC全米ライト級タイトルマッチを行い、10回2-0（97-93、96-94、95-95）の判定勝ちを収めた。しかし、試合後のドーピング検査でデービスの体内から禁止薬物マリファナの陽性反応が検出されたため、2023年10月26日付で裁定を無効試合に変更し本試合での防衛記録は抹消され、デービスは90日間の出場停止処分を受けた。そのため、2023年12月9日に予定されていた元2階級制覇王者ホセ・ペドラザとの試合は延期されることとなった。
2024年2月8日、ネバダ州ラスベガスのミケロブ・ウルトラ・アリーナにてテオフィモ・ロペス対ジャメイン・オルティスの前座でホセ・ペドラザとUSNBC全米・WBOインターコンチネンタルライト級タイトルマッチおよびUSBA全米同級王座決定戦を行い、6回1分9秒TKO勝ちを収めUSBA王座獲得に成功し、3度目のUSNBC王座防衛と4度目のWBOインターコンチネンタル王座防衛に成功した。
2024年7月6日、ニュージャージー州ニューアークのプルデンシャル・センターにてシャクール・スティーブンソン対アルテム・ハルチュニャンの前座でWBO世界ライト級4位・WBA世界ライト級11位のミゲル・マドゥエノとUSBA全米・USNBC全米・WBOインターコンチネンタル同級タイトルマッチを行い、10回3-0（99-91×3）の判定勝ちを収め、USBA王座の初防衛、4度目のUSNBC王座防衛、5度目のWBOインターコンチネンタル王座防衛に成功した。
2024年11月8日、バージニア州ノーフォークのスコープ・アリーナでIBF世界ライト級6位およびWBO世界同級13位のグスタボ・レモスとWBOインターコンチネンタル同級タイトルマッチおよびIBFインターコンチネンタル同級王座決定戦を行う予定だったが、前日計量において王者のデービスがライト級のリミット135ポンドを134.2ポンドでパスしたのに対し、挑戦者のレモスは6.4ポンド体重超過し141.4ポンドとなり計量失格となった。レモスには王座獲得の資格剥奪と罰金処分、当日計量としてリミット148ポンドが課せられ、レモスが勝利した場合はデービスが保持するWBOインターコンチネンタル王座は剥奪されIBFインターコンチネンタル王座は空位となるという条件付きで行われることとなり、試合は2回1分8秒KO勝ちを収めIBFインターコンチネンタル王座獲得と6度目のWBOインターコンチネンタル王座防衛に成功した。
2025年2月14日、ニューヨークのフールー・シアターでWBO世界ライト級王者デニス・ベリンチクとWBO世界同級タイトルマッチを行い、4回1分45秒KO勝ちを収め王座獲得に成功した。
2025年6月7日、バージニア州ノーフォークのスコープ・アリーナでWBO世界ライト級14位のエドウィン・デ・ロス・サントスとWBO世界同級タイトルマッチを行う予定だったが、デービスが前日計量でライト級の規定体重の135ポンドを4.3ポンド体重超過したため計量失格によりWBO王座は剥奪となり、試合はサントスが勝利した場合のみ王座獲得、デービスが勝利した場合は王座は空位となる変則ルールを用いた世界戦として行われ、当日計量の契約体重とデービスに支払われる罰金について数時間に渡って協議していたが、最終的な合意に至らず試合は中止となり、サントスにはファイトマネー全額が支払われることとなった。

## 戦績
- アマチュアボクシング：93戦 80勝 13敗
- プロボクシング：14戦 13勝 (9KO) 無敗 1無効試合

| 戦           | 日付           | 勝敗 | 時間    | 内容    | 対戦相手                     | 国籍           | 備考                                                                       |
| ------------ | -------------- | ---- | ------- | ------- | ---------------------------- | -------------- | -------------------------------------------------------------------------- |
| 1            | 2021年2月27日  | ☆    | 2R 2:50 | TKO     | レスター・ブラウン           | バハマ         | プロデビュー戦                                                             |
| 2            | 2021年4月3日   | ☆    | 4R 終了 | TKO     | リッチマン・アシェリー       | ガーナ         |                                                                            |
| 3            | 2021年5月8日   | ☆    | 6R      | 判定3-0 | ホセ・アントニオ・メザ       | メキシコ       |                                                                            |
| 4            | 2021年12月11日 | ☆    | 2R 2:45 | TKO     | ホセ・サラゴサ               | アメリカ合衆国 |                                                                            |
| 5            | 2022年4月30日  | ☆    | 6R 2:44 | TKO     | エステバン・サンチェス       | メキシコ       |                                                                            |
| 6            | 2022年9月23日  | ☆    | 5R 1:38 | TKO     | オマール・ティエンダ・バヘナ | メキシコ       |                                                                            |
| 7            | 2022年12月10日 | ☆    | 8R      | 判定3-0 | ファン・カルロス・ブルゴス   | メキシコ       | WBOインターコンチネンタルライト級王座決定戦                                |
| 8            | 2023年4月8日   | ☆    | 9R 0:21 | TKO     | アンソニー・イギット         | スウェーデン   | USNBC全米ライト級王座決定戦 WBOインターコンチネンタル防衛1                 |
| 9            | 2023年7月22日  | ☆    | 10R     | 判定3-0 | フランチェスコ・パテラ       | ベルギー       | WBOインターコンチネンタル防衛2・USNBC防衛1                                 |
| 10           | 2023年10月14日 | ―    | 10R     | NC      | ナヒール・オルブライト       | アメリカ合衆国 | WBOインターコンチネンタル防衛3・USNBC防衛2                                 |
| 11           | 2024年2月8日   | ☆    | 6R 1:09 | TKO     | ホセ・ペドラザ               | プエルトリコ   | USBA全米ライト級王座決定戦 WBOインターコンチネンタル防衛4・USNBC防衛3      |
| 12           | 2024年7月6日   | ☆    | 10R     | 判定3-0 | ミゲル・マドゥエノ           | メキシコ       | WBOインターコンチネンタル防衛5・USNBC防衛4・USBA防衛1                      |
| 13           | 2024年11月8日  | ☆    | 2R 1:08 | KO      | グスタボ・レモス             | アルゼンチン   | IBFインターコンチネンタルライト級王座決定戦 WBOインターコンチネンタル防衛6 |
| 14           | 2025年2月14日  | ☆    | 4R 1:45 | KO      | デニス・ベリンチク           | ウクライナ     | WBO世界ライト級タイトルマッチ                                              |
| テンプレート |                |      |         |         |                              |                |                                                                            |

## 獲得タイトル
アマチュア
- 東京オリンピックライト級銀メダル

プロ
- WBOインターコンチネンタルライト級王座（防衛5=返上）
- USNBC全米ライト級王座（防衛3=返上）
- USBA全米ライト級王座（防衛1=返上）
- IBFインターコンチネンタルライト級王座（防衛0=返上）
- WBO世界ライト級王座（防衛0=剥奪）